# モンペルー (ピュイ＝ド＝ドーム県)
モンペルー （Montpeyroux）は、フランス、オーヴェルニュ＝ローヌ＝アルプ地域圏、ピュイ＝ド＝ドーム県のコミューン。
クレルモン＝フェラン都市圏の一部であり、フランスの最も美しい村の1つである・。

## 地理
コミューンの東側をアリエ川が流れる。クレルモン＝フェランの南約20km、イソワールの北約15kmにある。モンペルーにはA75と県道797号線が通じる。

## 歴史

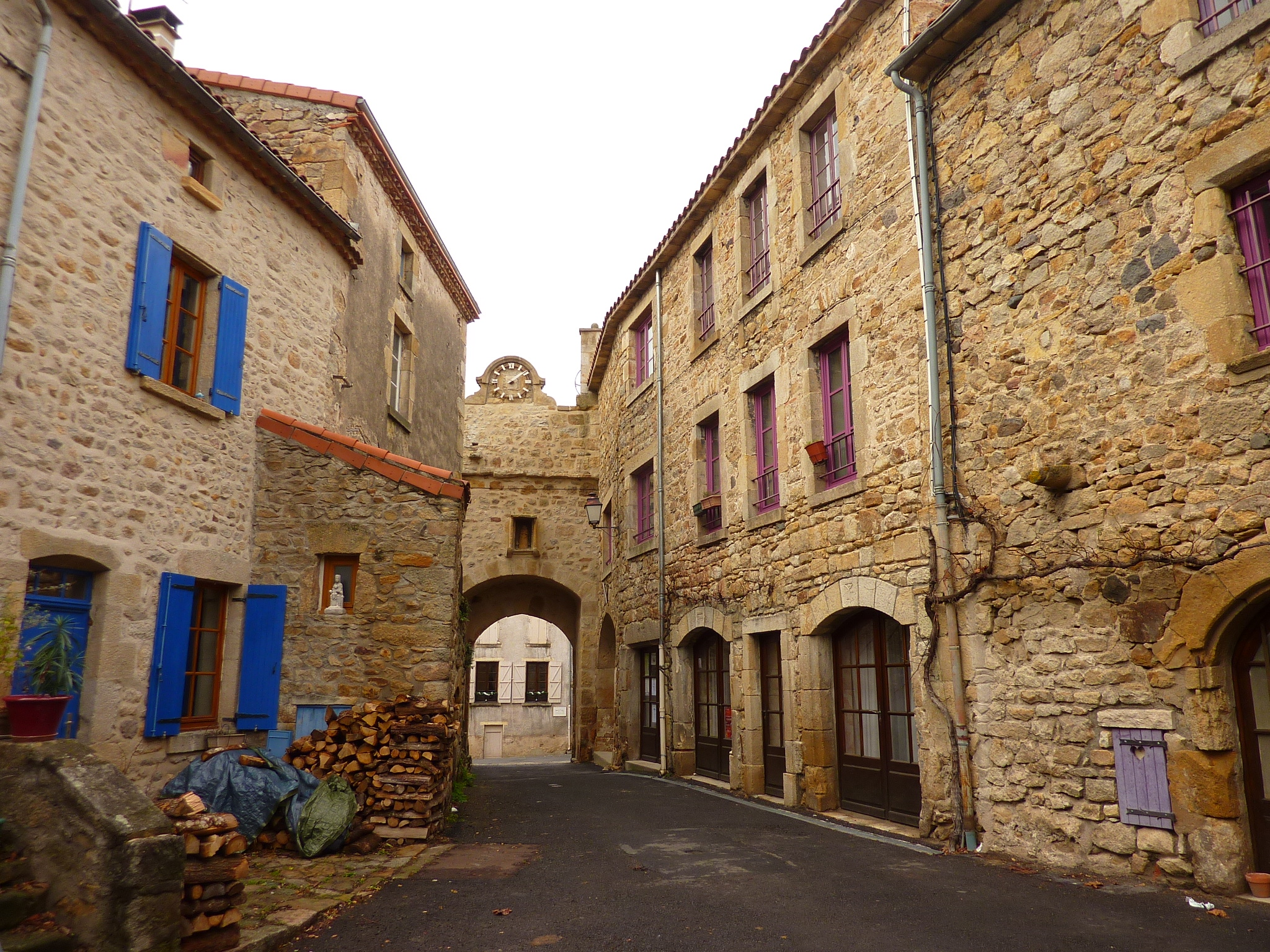
モンペルーの典型的な通り

この小さな山の上の村は、13世紀のドンジョンのシルエットに支配されている。石はかつてモンペルーで切り出されていた花崗砂岩で、地元での建設資材として広く用いられていた。その暖かみのあるブロンド色の石は、イソワールの修道院を含む、アリエ川谷沿いの多くのロマネスク様式教会で見つけることができる。
コミューンとしてのモンペルーは、1889年にクードより分割されて誕生した。

## 人口統計
| 1962年 | 1968年 | 1975年 | 1982年 | 1990年 | 1999年 | 2006年 | 2012年 |
| ------ | ------ | ------ | ------ | ------ | ------ | ------ | ------ |
| 324    | 282    | 284    | 262    | 303    | 329    | 352    | 351    |

source=1999年までLdh/EHESS/Cassini、2004年以降INSEE

## 史跡

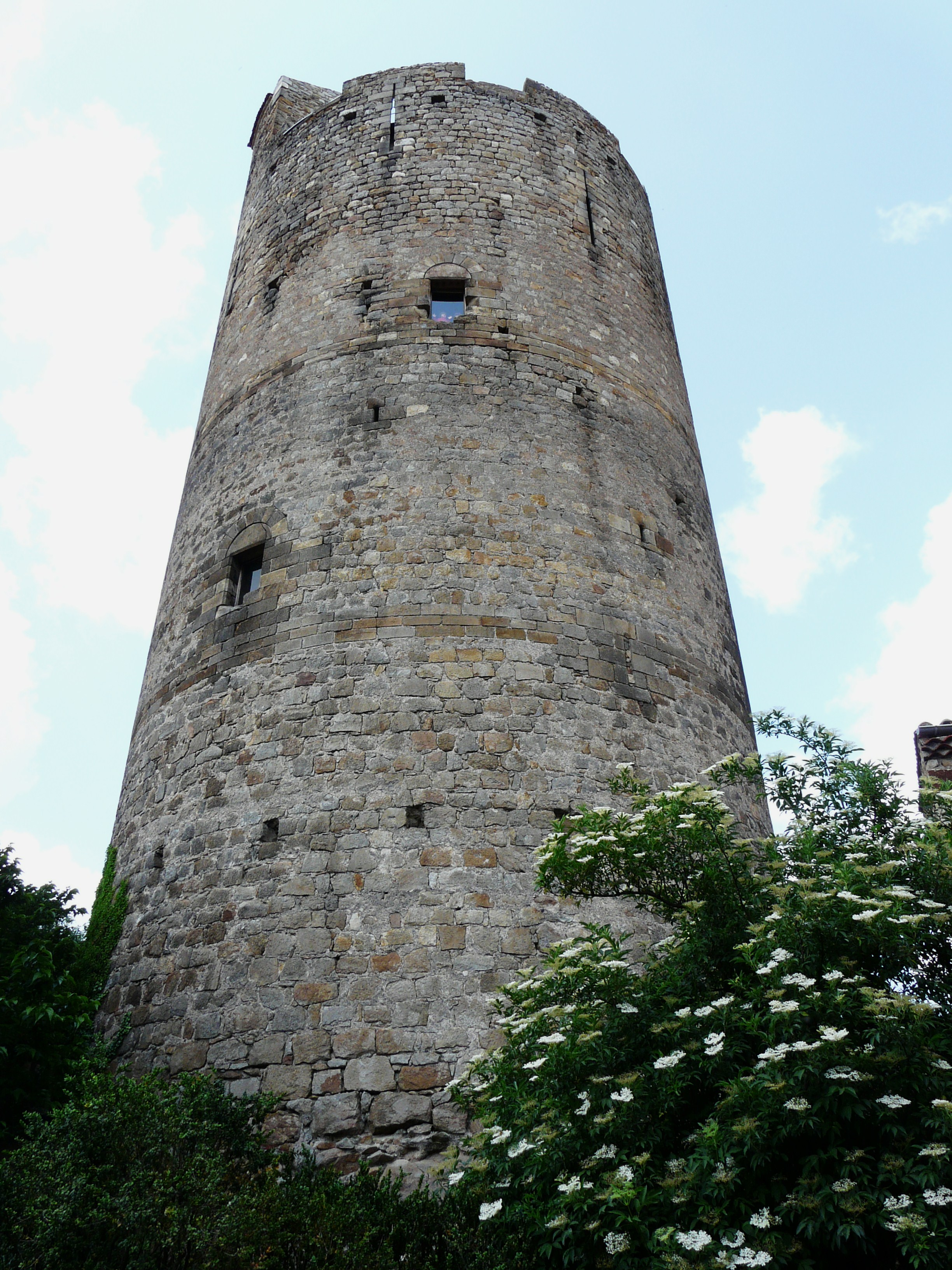
ドンジョン
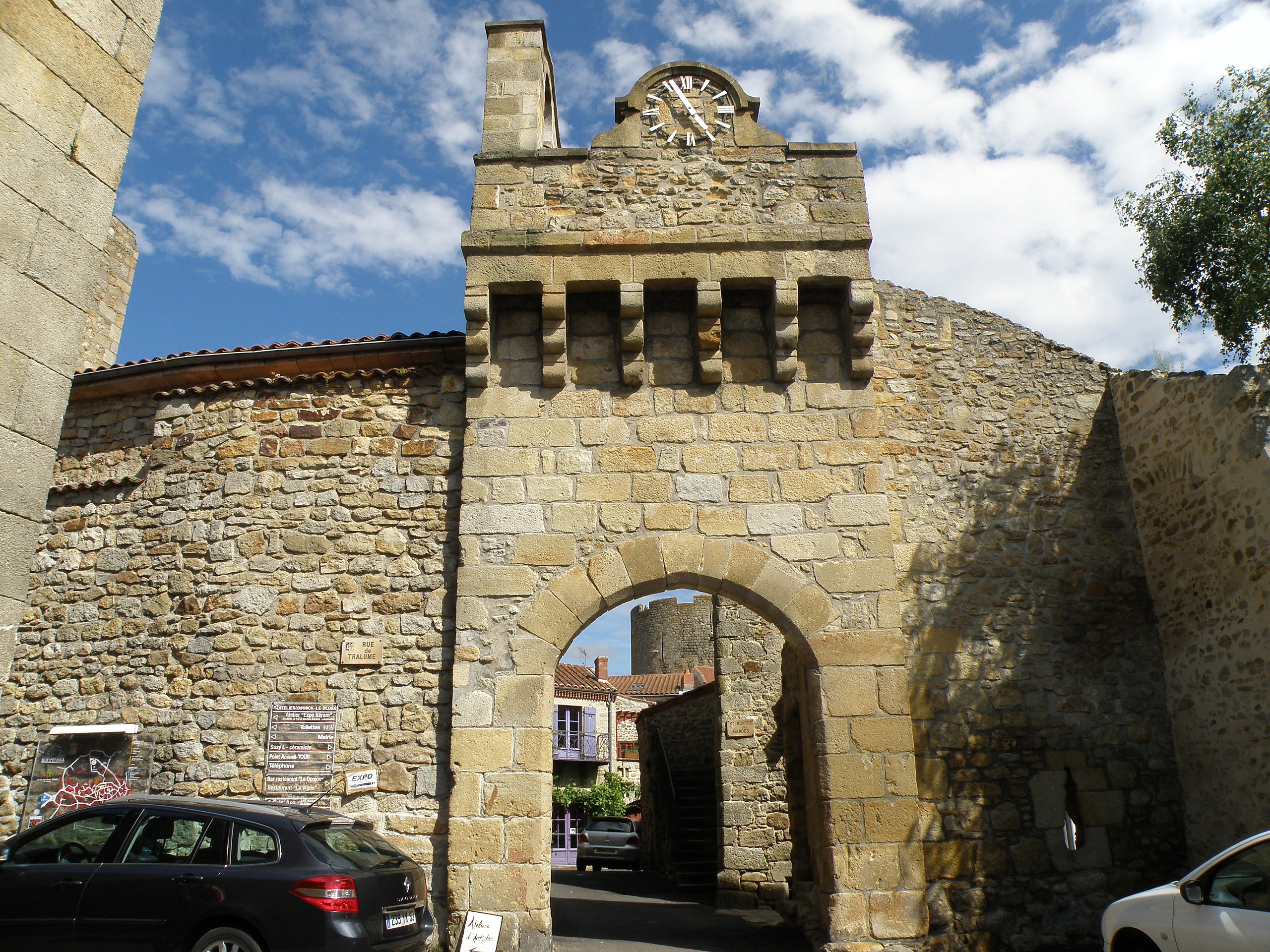
城門
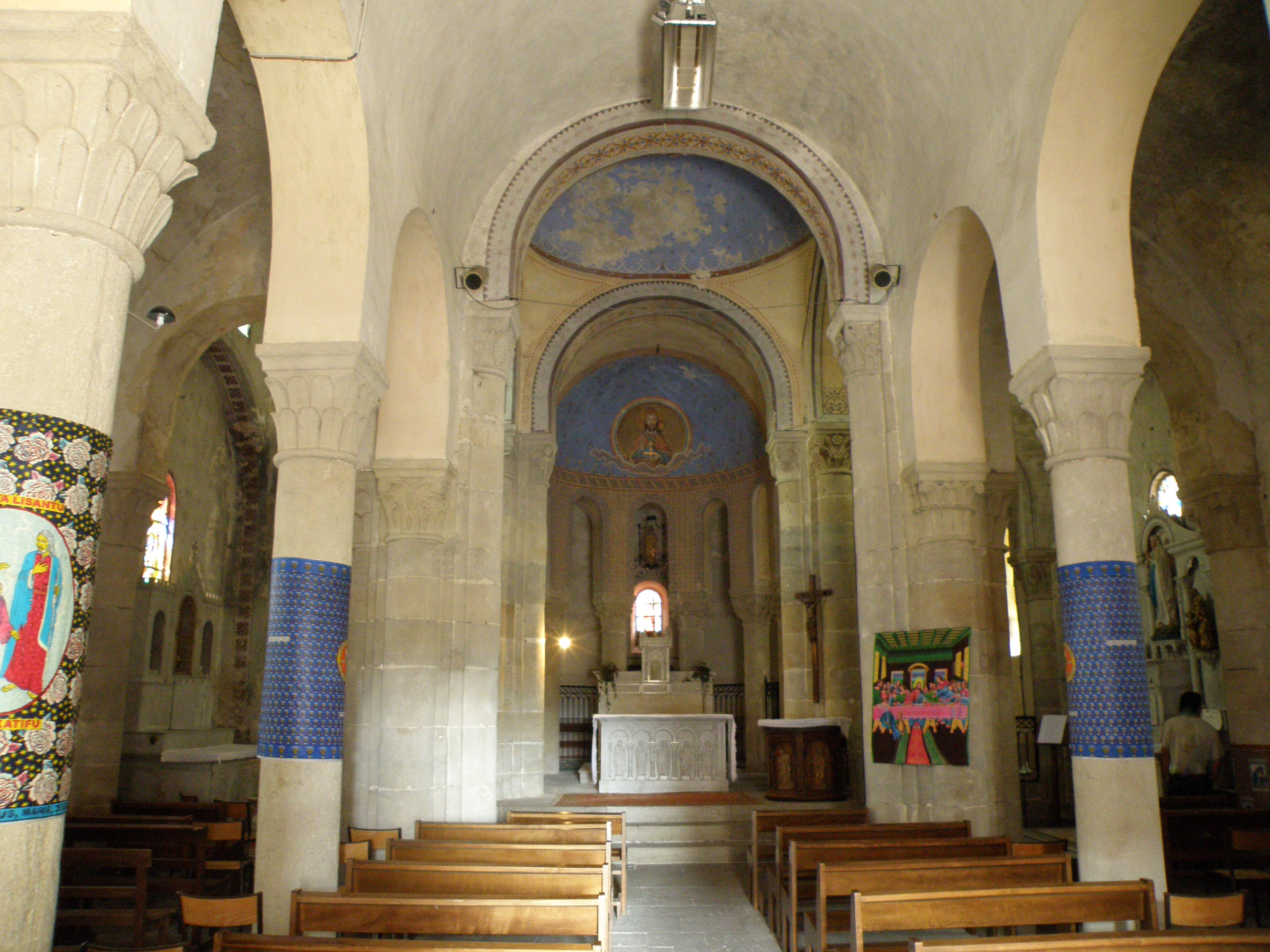
教会

- モンペルー城跡 - 12世紀の塔からは、西から北西に広がるシェーヌ・デ・ピュイ（ピュイ・ド・サンシーやピュイ・ド・ドーム）、および南側のイソワールの方向にあるアリエ川谷の近くの村々を眺める。
- 14世紀の城門 - 城と中世の村を取り囲んでいた城壁の跡